# Pericnemis lestoides
Pericnemis lestoides – gatunek ważki z rodziny łątkowatych (Coenagrionidae). Endemit Filipin; występuje na wyspach Bucas Grande, Dinagat, Siargao i w północno-wschodniej części Mindanao.